# Tipula (Lunatipula) translucida
Tipula (Lunatipula) translucida is een tweevleugelige uit de familie langpootmuggen (Tipulidae). De soort komt voor in het Nearctisch gebied.